# Élodie Navarre
Élodie Navarre (Paris, 21 de janeiro de 1979) é uma atriz francesa.